# 滝波川
滝波川（たきなみがわ）は、福井県勝山市北部を流域とする河川。九頭竜川水系の支流である。

## 地理
源流は小原ダム上流の大長山に位置する。
谷峠の南山麓に発する渓谷と合流し国道157号に沿い北谷と呼ばれるV字谷を形成し、中流において扇状地を形成し、下流において河岸段丘、氾濫原を形成し九頭竜川に合流する。流域は2009年10月に恐竜渓谷ふくい勝山ジオパーク に認定された。

## 流域の自治体
福井県勝山市

## 手取層群化石
支流の杉山川は恐竜の破片化石を多産することで有名である。河床付近では福井県立恐竜博物館により恐竜化石の発掘が大々的に行われている。
また、国道157号線木根橋付近には、手取層群の北谷互層が約300mの厚さで分布する。この化石層を北谷動物化石群と呼ぶ。

## 杉山鉱泉
温泉法による鉱泉ではないが、山中の土石に含まれる成分を利用した銭湯旅館が1軒ある。

## 道路
- 河川沿いに 国道157号が並行している。また本流は谷峠を経由して白山市白峰村に入れる。